# Magdalena Chú
Magdalena Chú Villanueva, Dra. (Trujillo, 27 de mayo de 1945), exjefa nacional de la Oficina Nacional de Procesos Electorales del Perú.

## Biografía
Magdalena Chú realizó estudios superiores en la Universidad Nacional de Trujillo obteniendo el grado de Licenciada en Estadística y como profesora con especialidad en Ciencias Matemáticas. Luego obtuvo una maestría y doctorado en Salud Pública, además de otro doctorado en Ciencias con mención en Estadística por la Universidad Peruana Cayetano Heredia. Ha sido catedrática de la Facultad de Ciencias y Filosofía de la misma universidad.
En enero de 2005, fue elegida jefa de la Oficina Nacional de Procesos Electorales por el Consejo Nacional de la Magistratura, siendo ratificada en el 2008 para el periodo 2009-2013.
En noviembre del 2011 se presentó ante el Congreso de la República, donde propuso una serie de medidas para mejorar los procesos electorales en el país, destacando la eliminación de la tinta indeleble. Durante su segunda gestión, en el marco de la Segunda Elección Presidencial 2011 se dio un hito histórico para la ONPE y para el Perú, al aplicarse por primera vez en una elección general el Voto Electrónico Presencial. En enero de 2013 concluyó su gestión.